# Ontwerpsnelheid
De ontwerpsnelheid is de snelheid waarop een spoorweg of weg wordt ontworpen. Met de ontwerpsnelheid worden parameters als minimum boogstraal, remafstand, ed. bepaald. Kan met een gegeven ontwerpsnelheid de autoweg niet veilig of comfortabel aangelegd worden gegeven de ruimtelijke randvoorwaarden (beschikbare ruimte, krappe bogen in het tracé), dan dient de ontwerpsnelheid naar beneden gebracht te worden.

## Ontwerpsnelheden naar wegtype
De meeste autosnelwegen in Nederland en België zijn gedimensioneerd met een ontwerpsnelheid van 120 km/h, dat wil dus zeggen dat een auto overal (ook in de bochten) comfortabel en veilig met die snelheid kan rijden. In Frankrijk en Duitsland is de gebruikelijke ontwerpsnelheid 130 km/h. In stedelijke gebieden kan een lagere ontwerpsnelheid worden aangehouden (bijvoorbeeld 90, 100 of 110 km/h), om zo de inpasbaarheid van de weg te verbeteren. Voor gebiedsontsluitingswegen buiten de bebouwde kom is in Nederland een ontwerpsnelheid van 80 km/h gebruikelijk, terwijl binnen de bebouwde kom wordt ontworpen op 50 km/h. Voor rotondes en erftoegangswegen binnen de bebouwde kom (woonstraten) is 30 km/h gebruikelijk en ten slotte worden gebieden met een primaire gebruiksfunctie (woonerf) ontworpen op het reduceren van de snelheid van het (gemotoriseerde) verkeer tot stapvoets. Ook voor fietspaden dient een ontwerpsnelheid te worden gekozen, bijvoorbeeld 20 km/h of 30 km/h, afhankelijk van de ligging binnen of buiten de bebouwde kom en de functie van het fietspad (lokaal verkeer of doorgaand verkeer).  
De ontwerpsnelheid van een weg hoeft niet overeen te komen met de maximumsnelheid (bij spoorwegen de baanvaksnelheid genoemd) ter plaatse. In Nederland is bijvoorbeeld de maximumsnelheid van een aantal autosnelwegtrajecten beperkt tot 100 km/h, terwijl bepaalde deeltrajecten zijn ontworpen op 90 km/h en andere juist op 120 km/h. 